# Escorxador Municipal de Camprodon
L'Escorxador Municipal de Camprodon és una obra noucentista de Camprodon (Ripollès) inclosa a l'Inventari del Patrimoni Arquitectònic de Catalunya.

## Descripció
L'escorxador municipal de Camprodon és de tipologia semblant als de Sant Joan de les Abadesses i Ribes de Freser, i al mateix temps que els altres dos es troben coincidències en els autors, pel que és probable la col·laboració de Duran i Reynals.